# Cadmi(II) bromide
Cadmi(II) bromide là một muối cadmi ion tinh thể màu kem của axit bromhydric, có công thức hóa học là CdBr2. Nó có thể hòa tan trong nước. Nó rất độc như các hợp chất cadmi khác.

## Điều chế
Cadmi(II) bromide được điều chế bằng cách đun nóng cadmi với brom. Ngoài ra, hợp chất có thể được điều chế bằng cách xử lý cadmi(II) acetat khan với axit acetic băng và acetyl bromide. Ngoài ra, có thể thu được nó bằng cách hòa tan cadmi hoặc cadmi(II) oxit trong axit bromhydric và làm bay hơi dung dịch đến khô dưới heli trong môi trường trơ.

## Sử dụng
Cadmi(II) bromide được sử dụng trong sản xuất phim ảnh, khắc và in thạch bản.

## Hợp chất khác
CdBr2 còn tạo một số hợp chất với NH3, như CdBr2·2NH3 là tinh thể nhỏ không màu, CdBr2·3NH3 là tinh thể không màu hay CdBr2·4NH3 là bột màu trắng.
CdBr2 còn tạo một số hợp chất với N2H4, như CdBr2·2N2H4 là bột/tinh thể màu vàng nhạt.
CdBr2 còn tạo một số hợp chất với NH2OH, như CdBr2·2NH2OH là tinh thể trắng, bị phân hủy bởi nước tạo ra muối kiềm.
CdBr2 còn tạo một số hợp chất với CS(NH2)2, như CdBr2·2CS(NH2)2 là tinh thể vàng nhạt, D = 2,66 g/cm³.
CdBr2 còn tạo một số hợp chất với CSN3H5, như CdBr2·CSN3H5·H2O là tinh thể vàng, D = 2,93 g/cm³.